# Canterano
Canterano és un comune (municipi) de la ciutat metropolitana de Roma, a la regió italiana del Laci, situat uns 45 km a l'est de Roma. L'1 de gener de 2018 tenia 325 habitants.
Canterano limita amb els següents municipis: Agosta, Gerano, Rocca Canterano, Rocca Santo Stefano i Subiaco.